# Jim McMillian
James M. "Jim" McMillian (Raeford, Carolina del Norte, 11 de marzo de 1948-Winston-Salem, Carolina del Norte, 16 de mayo de 2016) fue un baloncestista estadounidense que jugó durante nueve temporadas en la NBA y dos más en la liga italiana, en la Synudine Bologna. Con 1,96 metros de altura, jugaba en la posición de alero.

## Trayectoria deportiva

### Universidad
Jugó durante cuatro temporadas con los Lions de la Universidad Columbia, y con su aporte el equipo logró un balance de 63 victorias y 14 derrotas en sus tres últimos años, logrando la que hasta ahora es su última aparición en la fase final de la NCAA, alcanzando los octavos de final. Fue elegido en tres ocasiones All-American, y en otras tantas incluido en el mejor quinteto de la Ivy League y del Este del país. En total promedió 22,8 puntos y 9,6 rebotes. A pesar de su poderío, en su etapa colegial solamente ganaron un título de conferencia, debido a que sus rivales más directos, Princeton y Penn contaban con jugadores de la talla de Geoff Petrie.

### Profesional
Fue elegido en la decimotercera posición del Draft de la NBA de 1970 por Los Angeles Lakers, siendo también elegido en el draft de la ABA en primera ronda por los New York Nets, decidiéndose por el equipo angelino. En su segunda temporada fue una pieza clave para su equipo, que logró una racha de 33 victorias consecutivas y que consiguió alzarse con el anillo de campeón, siendo años más tarde consiuderado uno de los 10 mejores equipos de la historia de la NBA. McMillian sustituyó en la posición de alero al veterano Elgin Baylor, logrando promediar ese año 18,8 puntos y 6,5 rebotes por partido, el tercer jugador más decisivo de los Lakers tras Gail Goodrich y Jerry West.
Tras tres temporadas en los Lakers, en la 1973-74 es traspasado a Buffalo Braves, donde continúa manteniendo un buen nivel de juego en los tres años que pasa allí, promediando siempre más de catorce puntos y cinco rebotes por encuentro. En 1977 es traspasado a New York Knicks, donde ya no forma parte de las piezas decisivas del equipo, bajando de forma evidente sus estadísticas, rondando los nueve puntos y cuatro rebotes por encuentro. Tras dos temporadas, recala en Portland Trail Blazers, donde se ve condenado al banquillo en los escasos 26 partidos que allí disputaría, los últimos como profesional en la NBA. En el total de su carrera en Estados Unidos promedió 13,8 puntos y 5,3 rebotes por partido.
Decide entonces alargar algo más su vida deportiva, fichando por la Synudine Bologna de la liga italiana, donde coincide con uno de los mejores jugadores europeos del momento, Krešimir Ćosić, y donde promedia en su primera temporada 19,6 puntos por partido, ayudando a su equipo a ganar el "Scudetto". En su segundo y último año en Italia, su equipo acabaría subcampeón de la liga, perdiendo en la final ante el Squibb Cantù.

## Estadísticas de su carrera en la NBA

### Temporada regular
| Temporada | Edad | Equipo                 | Liga | P   | TIT | MIN  | TC  | TCA  | %TC  | 3P | 3PA | %3P | TL  | TLA | %TL  | R.OF. | R.DEF. | REB | ASIS | ROB | TAP | PER | FP  | PTS  |
| 1970-71   | 22   | Los Angeles Lakers     | NBA  | 81  |     | 21.6 | 3.6 | 7.8  | .459 |    |     |     | 1.2 | 1.6 | .769 |       |        | 4.1 | 1.6  |     |     |     | 1.5 | 8.4  |
| 1971-72   | 23   | Los Angeles Lakers     | NBA  | 80  |     | 38.1 | 8.0 | 16.6 | .482 |    |     |     | 2.7 | 3.5 | .791 |       |        | 6.5 | 2.6  |     |     |     | 2.6 | 18.8 |
| 1972-73   | 24   | Los Angeles Lakers     | NBA  | 81  |     | 36.5 | 8.1 | 17.7 | .458 |    |     |     | 2.8 | 3.3 | .845 |       |        | 5.5 | 2.7  |     |     |     | 2.2 | 18.9 |
| 1973-74   | 25   | Buffalo Braves         | NBA  | 82  |     | 40.5 | 7.3 | 14.8 | .494 |    |     |     | 4.0 | 4.6 | .858 | 2.6   | 4.8    | 7.4 | 3.1  | 1.6 | 0.3 |     | 2.3 | 18.6 |
| 1974-75   | 26   | Buffalo Braves         | NBA  | 62  |     | 34.4 | 5.6 | 11.2 | .499 |    |     |     | 3.1 | 3.7 | .840 | 2.0   | 4.2    | 6.2 | 2.5  | 1.1 | 0.2 |     | 2.1 | 14.3 |
| 1975-76   | 27   | Buffalo Braves         | NBA  | 74  |     | 35.3 | 6.6 | 12.4 | .536 |    |     |     | 2.5 | 3.0 | .858 | 1.8   | 3.5    | 5.3 | 2.8  | 1.2 | 0.2 |     | 1.9 | 15.8 |
| 1976-77   | 28   | New York Knicks        | NBA  | 67  |     | 32.2 | 4.4 | 9.6  | .464 |    |     |     | 1.0 | 1.3 | .779 | 1.0   | 3.6    | 4.6 | 2.1  | 0.9 | 0.1 |     | 1.5 | 9.9  |
| 1977-78   | 29   | New York Knicks        | NBA  | 81  |     | 24.4 | 3.6 | 7.7  | .462 |    |     |     | 1.4 | 1.7 | .858 | 1.0   | 2.6    | 3.6 | 2.5  | 0.9 | 0.2 | 1.3 | 1.4 | 8.5  |
| 1978-79   | 30   | Portland Trail Blazers | NBA  | 23  |     | 12.1 | 1.4 | 3.2  | .446 |    |     |     | 0.7 | 0.9 | .810 | 0.7   | 1.0    | 1.7 | 1.4  | 0.4 | 0.1 | 0.7 | 0.8 | 3.6  |
| TOTALES   |      |                        | NBA  | 631 |     | 32.1 | 5.8 | 12.0 | .482 |    |     |     | 2.3 | 2.8 | .832 | 1.6   | 3.6    | 5.3 | 2.5  | 1.1 | 0.2 | 1.2 | 1.9 | 13.8 |

### Playoffs
| Temporada | Edad | Equipo             | Liga | P  | MIN  | TCA | TC   | 3PA | 3P | TLA | TL  | R.OF. | REB | ASIS | ROB | TAP | PER | FP  | PTS  | %TC  | %3P | %FT  | MIN  | PTS  | REB | AST |
| 1970-71   | 22   | Los Angeles Lakers | NBA  | 12 | 522  | 79  | 181  |     |    | 23  | 34  |       | 65  | 22   |     |     |     | 27  | 181  | .436 |     | .676 | 43.5 | 15.1 | 5.4 | 1.8 |
| 1971-72   | 23   | Los Angeles Lakers | NBA  | 15 | 624  | 113 | 253  |     |    | 60  | 70  |       | 85  | 22   |     |     |     | 43  | 286  | .447 |     | .857 | 41.6 | 19.1 | 5.7 | 1.5 |
| 1972-73   | 24   | Los Angeles Lakers | NBA  | 17 | 630  | 143 | 307  |     |    | 55  | 75  |       | 82  | 37   |     |     |     | 41  | 341  | .466 |     | .733 | 37.1 | 20.1 | 4.8 | 2.2 |
| 1973-74   | 25   | Buffalo Braves     | NBA  | 6  | 224  | 38  | 92   |     |    | 11  | 16  | 24    | 53  | 12   | 4   | 1   |     | 14  | 87   | .413 |     | .688 | 37.3 | 14.5 | 8.8 | 2.0 |
| 1974-75   | 26   | Buffalo Braves     | NBA  | 7  | 240  | 39  | 86   |     |    | 13  | 14  | 10    | 34  | 14   | 11  | 2   |     | 12  | 91   | .453 |     | .929 | 34.3 | 13.0 | 4.9 | 2.0 |
| 1975-76   | 27   | Buffalo Braves     | NBA  | 9  | 348  | 61  | 129  |     |    | 33  | 38  | 11    | 37  | 19   | 14  | 4   |     | 29  | 155  | .473 |     | .868 | 38.7 | 17.2 | 4.1 | 2.1 |
| 1977-78   | 29   | New York Knicks    | NBA  | 6  | 134  | 24  | 53   |     |    | 5   | 6   | 9     | 21  | 11   | 7   | 0   | 7   | 3   | 53   | .453 |     | .833 | 22.3 | 8.8  | 3.5 | 1.8 |
| TOTALES   |      |                    | NBA  | 72 | 2722 | 497 | 1101 |     |    | 200 | 253 | 54    | 377 | 137  | 36  | 7   | 7   | 169 | 1194 | .451 |     | .791 | 37.8 | 16.6 | 5.2 | 1.9 |

## Fallecimiento
McMillian murió por complicaciones de insuficiencia cardíaca el lunes 16 de mayo de 2016, a los 68 años.